# Bupleurum wenchuanense
Bupleurum wenchuanense är en flockblommig växtart som beskrevs av R.H.Shan och Yin Li. Bupleurum wenchuanense ingår i släktet harörter, och familjen flockblommiga växter. Inga underarter finns listade i Catalogue of Life.